# Blue Rondo à la Turk
A Blue Rondo à la Turk egy dzsessz-sztenderd, amelynek a szerzője Dave Brubeck. A Blue Rondo Brubeck második leggyakrabban előadott szerzeménye − a Take Five után.

## Híres felvételek
- 2959: Dave Brubeck Quartet
- 1962: Bacsik Elek
- 1982: Jean-Charles Capon, Richard Galliano
- 1965: Claude Nougaro („À bout de souffle” című dal a Blue rondo a la turk témával)
- 1992: Jean-Félix Lalanne
- 1993: Emerson, Lake & Palmer, (Royal Albert Hall − más jól ismert dallamok témáival: West Side Story, Toccata and Fugue in D minor, BWV 565,[2] Flight of the Bumblebee − (A dongó)[3]
- 2004: Patrick Leguidcoq és Stochelo Rosenberg a Double Jeu című filmben
- 2023: Christoph Moschberger, (WDR Funkhausorchester)
- 2014: Paul Gilbert és Don Airey

Született a dalhoz szöveg is. Írta (és előadta) például Al Jarreau.
Továbbá: Sarah McKenzie, Geoff Gascoyne és Donald Edwards (3 zongora), Peter Burt, Calvin Custer zenekara, Jazz Travel Big Band, Magico Guitar Trio, New West Guitar Group, Bert Dalton, Pia Neises featuring Martin Sasse & Band, Jon Batiste, Le Orme, Sofar Amsterdam ...

## Érdekesség
Blue Rondo à la Turk néven az 1980-as években − nyilvánvalóan Brubeckre célozva − egy brit együttes is létezett (salsa, pop, cool-jazz).